# Nacktrückenfledermäuse
Die Nacktrückenfledermäuse (Pteronotus) sind eine Gattung aus der Familie der Kinnblattfledermäuse (Mormoopidae), deren Vertreter in Zentral- und Südamerika beheimatet sind.

## Beschreibung
Vertreter der Nacktrückenfledermäuse haben eine Kopf-Rumpf-Länge von 40–70 mm, eine Schwanzlänge von 15–30 mm und eine Unterarmlänge von 35–65 mm. Die Unterlippe ist mit einem plattenartigen Auswuchs und kleinen Ausstülpungen (Papillen) versehen. Die Tiere besitzen einen gut entwickelten Schwanz und kein Nasenblatt. Die Flügel von Pteronotus davyi,  P. paraguanensis und P. parnellii sind auf dem Rücken über dem Fell miteinander verbunden, was den Anschein erweckt, als ob der Rücken der Tiere haarlos wäre. Bei allen anderen Arten sind die Flügel wie bei anderen Fledermäusen mit der Körperseite verbunden.

## Lebensweise
Die Nacktrückenfledermäuse sind wie die meisten Fledermäuse nachtaktiv und ernähren sich von Insekten. Sie bewohnen eine Vielzahl unterschiedlicher Habitate, was durch ihre weite Verbreitung unterstrichen wird. Tagsüber findet man die Tiere meist in Höhlen, Stollen und Tunneln, selten in Gebäuden. Manche Arten ruhen auch in hohlen Strukturen von Pflanzen, wie zum Beispiel in Bambus.

## Arten und Verbreitung
Es werden aktuell neun rezente Arten unterschieden. Eine ausgestorbene Form – Pteronopus pristinus – ist aus dem Spätpleistozän Kubas bekannt.
- Davy-Nacktrückenfledermaus (Pteronotus davyi) (Gray, 1838) – Von Mexiko bis Brasilien, ohne Nachweis für Panama.
- Große Nacktrückenfledermaus (Pteronotus gymnonotus) (Natterer, 1843) – Vom Süden Mexikos bis Bolivien.
- MacLeay-Schnurrbartfledermaus (Pteronotus macleayii) (Gray, 1839) – Auf Kuba und Jamaika.
- Mittelamerika-Schnurrbartfledermaus (Pteronotus mesoamericanus) (Smith, 1972) – von Mexiko bis Panama.
- Paraguaná-Schnurrbartfledermaus (Pteronotus paraguanensis) (Linares & Ojasti, 1974) – Nur aus drei Höhlen auf der venezolanischen Halbinsel Paraguaná bekannte Art, die stark gefährdet ist („endangered“)[2]. Wurde bis 1974 zu P. parnellii gezählt.
- Schnurrbärtige Fledermaus (Pteronotus parnellii) (Gray, 1843) – Von Mexiko bis Brasilien, sowie auf den Großen und Kleinen Antillen.
- Wagner-Schnurrbartfledermaus (Pteronotus personatus) (Wagner, 1843) – Von Mexiko bis Brasilien.
- Rußige Schnurrbartfledermaus (Pteronotus quadridens) (Gundlach, 1840) – Auf den Großen Antillen.
- Pteronotus rubiginosus (Wagner, 1843) – im südlichen Mittelamerika und im Amazonasbecken.